# Димитриос Аргиропулос
Димитриос Аргиропулос (на гръцки: Δημήτριος Αργυρόπουλος) е гръцки революционер, участник в Гръцката война за независимост.

## Биография
Роден е в Солун. Живее в Санкт Петербург, Русия. Става член на Филики Етерия и където за революционна дейност руските власти го арестуват. Освободен е от Йоанис Каподистрияс и е назначен за руски консул в Галац, Влашко. Там Аргирполупос през февруари 1821 година заедно с Василиос Каравиас и Д. Арванитакис дава начало на гръцкото въстание.